# Dichelyma pallescens
Dichelyma pallescens là một loài Rêu trong họ Fontinalaceae. Loài này được Bruch & Schimp. mô tả khoa học đầu tiên năm 1846.